# Himantoglossum caprinum
Espèce
Statut CITES
Himantoglossum caprinum est une espèce de plantes à fleurs de la famille des Orchidaceae (les orchidées) et du genre Himantoglossum originaire d'Europe centrale et du Moyen-Orient.